# Kham e Hindu
Kham e Hindu („Faltenberg der Hindu“;  persisch خم هندو, Sanskrit/Hindi हिंदू की मोड़ो पहाड़ों) ist ein Faltengebirge zwischen der Stadt Kabul und Mahi Parr,  in der Nähe von Nawrozabad (persisch نوروزآباد; zusammengesetzt aus Nouruz und -abad).
Wie auf vielen Bergen im Hindukusch, bspw. wie im Koh e Asamai oder im Koh e Hindaki, befindet sich auch hier eine hinduistische Meditationsstätte. 